# Isiah Pacheco
Isiah Pacheco (* 2. März 1999 in Vineland, New Jersey) ist ein US-amerikanischer American-Football-Spieler in der nordamerikanischen National Football League (NFL). Er spielt auf der Position des Runningbacks und wurde im NFL-Draft 2022 als 251. Spieler in der siebten Runde von den Kansas City Chiefs ausgewählt. Mit den Chiefs gewann Pacheco als Rookie den Super Bowl LVII und im Folgejahr Super Bowl LVIII.

## Kindheit und Jugend
Pacheco wuchs als Sohn von Felicia Cannon und Julio Pacheco in seinem Geburtsort auf. Er besuchte die Vineland South High School und ging ab 2018 auf die Rutgers University. Während seiner Jugend wurde Pacheco mehrfach mit dem unnatürlichen Verlust eines Familienmitglieds konfrontiert: Sein Bruder, Travoise Cannon, wurde im Januar 2016 im Alter von 29 Jahren erstochen, während Pachecos Schwester, Celeste Cannon, im September 2017 im Alter von 24 Jahren erschossen wurde.

## Karriere

### College
Pacheco erhielt Angebote für ein Stipendium von neun Colleges, entschied sich letztendlich für die Rutgers University. Pacheco lief in vier Spielzeiten für die Rutgers Scarlet Knights in der East Division der Big Ten Conference auf. Bereits in seinem ersten Jahr etablierte Pacheco sich im Team und erreichte 551 Rushing Yards. Seine Einsatzzeiten blieben auch die weiteren drei Saisons weitgehend konstant und er führte sein Team jeweils mit den meisten erlaufenen Yards an. 2021 wurde Pacheco außerdem zu einem von sechs Kapitänen seines Teams gewählt. In 44 Spielen lief er als Runningback für 2442 Yards und 18 Touchdowns. Zusätzlich fing Pacheco 47 Pässe für 249 Yards und einen Touchdown.

### NFL
Die Kansas City Chiefs wählten Pacheco in der siebten Runde des NFL-Drafts 2022 als 251. Spieler aus, nachdem Pacheco im NFL Scouting Combine den 40-Meter-Sprint als schnellster Spieler absolvierte. Pacheco unterschrieb bei den Chiefs einen Vierjahresvertrag über 3.739.108 US-Dollar. Neben seinen Aufgaben als Runningback wird Pacheco zusätzlich als Kick-Returner eingesetzt.

#### Saison 2022
Pacheco startete seine Rookie-Saison als dritter Runningback der Chiefs hinter Clyde Edwards-Helaire und Jerick McKinnon. In Woche 7 wurde Pacheco schließlich in die Rolle des ersten Runningbacks befördert und behielt diese Aufgabe bis zum Ende der Regular Season. Mehr als 100 Yards erlief Pacheco erstmals in Woche 11 gegen die LA Chargers (107 Yards). Pacheco führte die Chiefs im Laufspiel an und erreichte in der Regular Season am Boden 830 Yards und fünf Touchdowns, zudem fing er 13 Pässe für weitere 130 Yards. Pacheco erreichte mit den Chiefs als bestes Team der American Football Conference (AFC) die NFL-Playoffs und gewann den Super Bowl LVII gegen die Philadelphia Eagles.

## NFL Statistiken
| Saison          | Team  | Spiele | Spiele | Rushing | Rushing | Rushing | Rushing | Rushing | Receiving | Receiving | Receiving | Receiving | Receiving | Fumbles | Fumbles |
| Saison          | Team  | GP     | GS     | Att     | Yds     | Avg     | Lng     | TD      | Rec       | Yds       | Avg       | Lng       | TD        | Fum     | Lost    |
| --------------- | ----- | ------ | ------ | ------- | ------- | ------- | ------- | ------- | --------- | --------- | --------- | --------- | --------- | ------- | ------- |
| 2022            | KC    | 17     | 11     | 170     | 830     | 4,9     | 31      | 5       | 13        | 130       | 10        | 32        | 0         | 4       | 2       |
| 2023            | KC    | 14     | 13     | 205     | 935     | 4,6     | 48      | 7       | 44        | 244       | 5,5       | 33        | 2         | 1       | 1       |
| 2024            | KC    | 7      | 6      | 83      | 310     | 3,7     | 34      | 1       | 12        | 79        | 6,6       | 23        | 0         | 0       | 0       |
| Total           | Total | 38     | 30     | 458     | 2075    | 4,5     | 48      | 13      | 69        | 453       | 6,6       | 33        | 2         | 5       | 3       |
| Quelle: nfl.com |       |        |        |         |         |         |         |         |           |           |           |           |           |         |         |